# Эбботт, Грег
Грег Э́бботт (англ. Greg Abbott), полное имя Гре́гори Уэ́йн Э́бботт (англ. Gregory Wayne Abbott; род. 13 ноября 1957, Уичито-Фолс, Техас) — американский юрист и политик, 48-й губернатор Техаса (с 20 января 2015).

## Биография
Грег Эбботт родился 13 ноября 1957 года в городе Уичито-Фолс (Техас, США). В 1981 году он получил степень бакалавра (B.B.A.) в Техасском университете в Остине, а в 1984 году — степень доктора права (J.D.) в школе права Университета Вандербильта.
14 июля 1984 года Эбботт был сбит дубом, поваленным штормом во время пробежки, и получил тяжелые травмы.  Результатом стал паралич нижних конечностей, Эббот с тех пор прикован к инвалидному креслу. 
Работал адвокатом, затем профессором права, с 1993 по 1995 год был судьёй окружного суда. С 1995 по 2001 год был судьёй Верховного суда Техаса (сначала был назначен, а потом избран). C декабря 2002 года по январь 2015 года был генеральным прокурором Техаса.
В ноябре 2014 года в качестве кандидата от республиканской партии участвовал в выборах губернатора Техаса и уверенно победил представительницу демократической партии Уэнди Дэвис (Эбботт набрал 59,3 % голосов, а Дэвис — 38,9 %). Эбботт сменил Рика Перри на посту губернатора 20 января 2015 года.
На губернаторских выборах, состоявшихся в ноябре 2018 года, Эбботт победил кандидата от демократической партии Лупе Вальдес (Эбботт набрал 55,8 % голосов, а Вальдес — 42,5 %). Через четыре года, в ноябре 2022 года, Эбботт вновь победил кандидата от демократической партии, на этот раз Бето О’Рурка (Эбботт набрал 56,5 % голосов, а О’Рурк — 43,6 %).
В марте 2021 года Эбботт начал не согласованную с федеральным центром операцию «Одинокая звезда» по предотвращению наркотрафика и нелегальной миграции из Мексики. В 2023 году власти Техаса установили плавучую преграду — цепь буев — на 305-метровом участке пограничной реки Рио-Гранде вблизи города Игл-Пасс. В январе 2024 года Верховный суд США постановил убрать эти заграждения и разрешить федеральным агентам перерезать установленную ранее проволоку на границе с Мексикой, однако Эбботт отказался подчиниться и пригрозил федеральному правительству столкновением с Национальной гвардией, которая подчиняется властям штата.